# Richard Kreß
Richard Kreß (Niesig, 6 marzo 1925 – 28 marzo 1996) è stato un calciatore tedesco, di ruolo attaccante.
Ha militato per 11 anni nell'Eintracht, ottenendo la vittoria del campionato tedesco nella stagione 1958-1959 ed arrivando fino alla fine di Coppa dei Campioni nella stagione seguente, in cui segna il gol del 1-0.

## Palmarès

### Club
- Fußball-Bundesliga: 1

Eintracht: 1958-1959